# Giampiero Rasimelli
Giampiero Rasimelli (Magione (Italia), 1954) è un politico italiano.

## Biografia
Giampiero Rasimelli, nato a Magione nel 1954. Il suo percorso di militanza politica lo portò ad essere un dirigente del Partito comunista italiano, per poi seguirne l'evoluzione del Partito Democratico della Sinistra, nei Democratici di Sinistra e nel Partito Democratico.
Tra il 1989 ed il 1997 fu eletto presidente nazionale dell'ARCI.
Nell'ambito della Regione Umbria si è occupato di cooperazione internazionale, sviluppo, pace e diritti umani.
Dal 2019 al maggio 2021 ha ricoperto il ruolo di direttore amministrativo della Fondazione di partecipazione Umbria Jazz.